# ReLoad
Reload este al șaptelea album de studio al trupei americane de heavy metal, Metallica. Albumul a fost lansat pe 18 noiembrie 1997 de către casa de discuri, Elektra Records. Acest album fost compus în același timp cu Load și este ultimul album care îl are ca basist pe Jason Newsted. „Reload” a debutat pe locul unu în topurile Billboard 200, vânzând 436.000 de exemplare în prima sa săptămână.

## Lista pieselor
Toate versurile sunt scrise de James Hetfield.
1. Fuel - 4:30
2. The Memory Remains (cu Marianne Faithfull) - 4:39
3. Devil's Dance - 5:19
4. The Unforgiven II - 6:36
5. Better than You - 5:22
6. Slither - 5:13
7. Carpe Diem Baby - 6:12
8. Bad Seed - 4:05
9. Where the Wild Things Are - 6:53
10. Prince Charming - 6:05
11. Low Man's Lyric - 7:36
12. Attitude - 5:17
13. Fixxxer - 8:15

## Personal
Metallica
- James Hetfield - voce, chitară, producție
- Kirk Hammett - chitară principală
- Jason Newsted - chitară bas
- Lars Ulrich - tobe, percuție, producție

Muzicieni suplimentari
- Marianne Faithfull - vocale suplimentare la piesa „The Memory Remains”
- Bernardo Bigalli - vioară pentru „Low Man's Lyric”
- David Miles - hurdy-gurdy pentru "Low Man's Lyric"
- Jim McGillveray - percuție

Producție
- Bob Rock - producție
- Brian Dobbs - inginerie
- Randy Staub - inginerie, mixing
- Bernardo Bigalli - asistent inginer
- Darren Grahn - asistent inginer, editare digitală
- Kent Matcke - asistent inginer
- Gary Winger - asistent inginer
- Mike Fraser - mixing
- George Marino - mastering
- Paul DeCarli - editare digitală
- Mike Gillies - editare digitală
- Andie Airfix - design
- Andres Serrano - design de copertă
- Anton Corbijn - fotografie